# Притча про пшеницю і кукіль

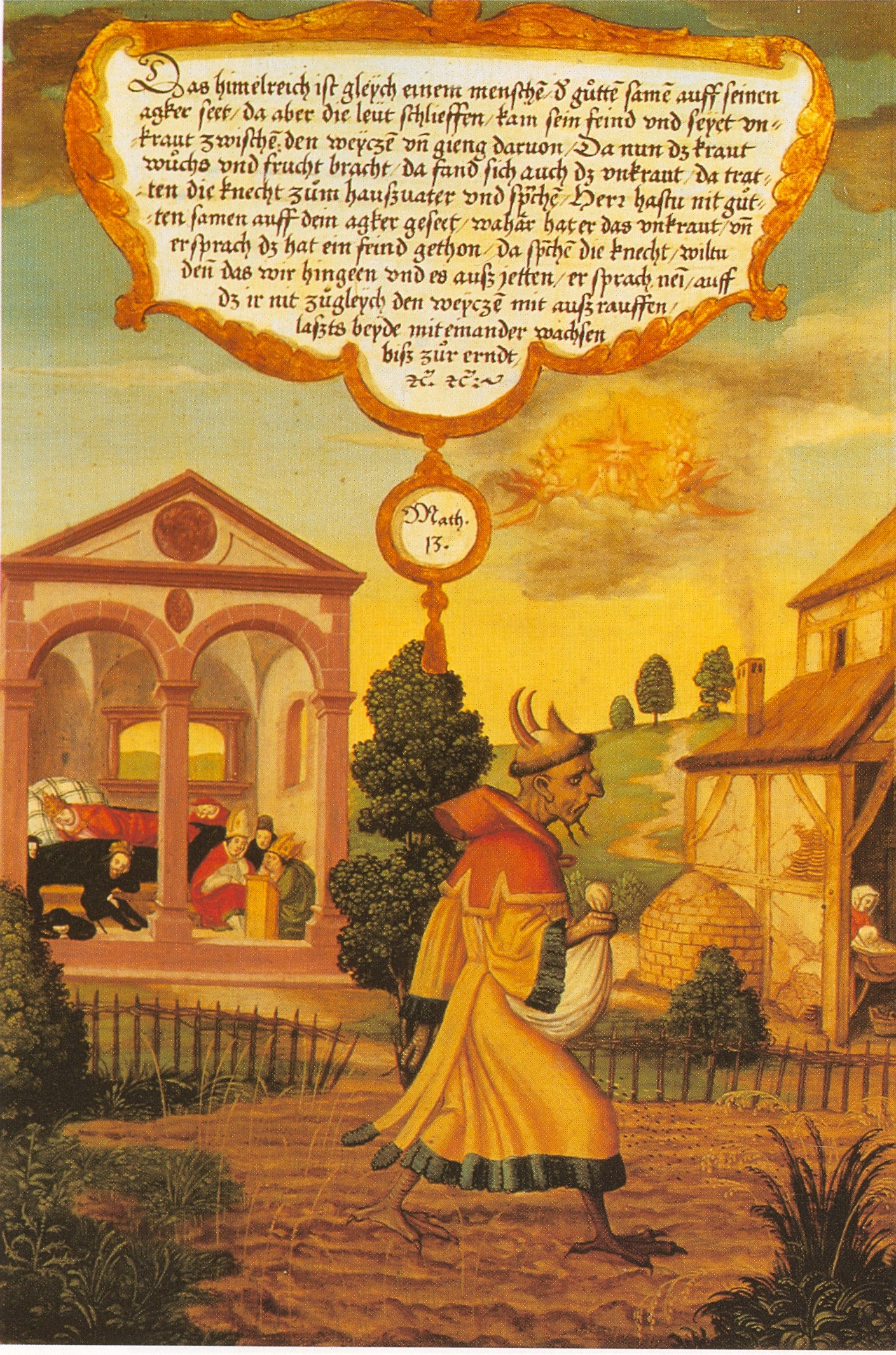
Ворог що сіє кукіль

При́тча про пшени́цю і ку́кіль — це притча, яку розповів Ісус Христос своїм учням та людям, та яка записана у Євангелії від Матвія 13:24-30,36-43.

## Оригінальний текст
| Євангеліє                         | Цитата |
| --------------------------------- | --- |
| Від Матвія (Мт. 13:24-30; 36-43;) | \| \| Іншу притчу подав Він їм, кажучи: Царство Небесне подібне до чоловіка, що посіяв був добре насіння на полі своїм. А коли люди спали, прийшов ворог його, і куколю між пшеницю насіяв, та й пішов. А як виросло збіжжя та кинуло колос, тоді показався і кукіль. І прийшли господареві раби, та й кажуть йому: Пане, чи ж не добре насіння ти сіяв на полі своїм? Звідки ж узявся кукіль? А він їм відказав: Чоловік супротивник накоїв оце. А раби відказали йому: Отож, чи не хочеш, щоб пішли ми і його повиполювали? Але він відказав: Ні, щоб, виполюючи той кукіль, ви не вирвали разом із ним і пшеницю. Залишіть, хай разом обоє ростуть аж до жнив; а в жнива накажу я женцям: Зберіть перше кукіль і його пов'яжіть у снопки, щоб їх попалити; пшеницю ж спровадьте до клуні моєї… Тоді відпустив Він народ і додому прийшов. І підійшли Його учні до Нього й сказали: Поясни нам притчу про кукіль польовий. А Він відповів і промовив до них: Хто добре насіння посіяв був, це Син Людський, а поле це світ, добре ж насіння це сини Царства, а кукіль сини лукавого; а ворог, що всіяв його це диявол, жнива кінець віку, а женці Анголи. І як збирають кукіль, і як палять в огні, так буде й наприкінці віку цього. Пошле Людський Син Своїх Анголів, і вони позбирають із Царства Його всі спокуси, і тих, хто чинить беззаконня, і їх повкидають до печі огненної, буде там плач і скрегіт зубів! Тоді праведники, немов сонце, засяють у Царстві свого Отця. Хто має вуха, нехай слухає! \| |
|                                   | Іншу притчу подав Він їм, кажучи: Царство Небесне подібне до чоловіка, що посіяв був добре насіння на полі своїм. А коли люди спали, прийшов ворог його, і куколю між пшеницю насіяв, та й пішов. А як виросло збіжжя та кинуло колос, тоді показався і кукіль. І прийшли господареві раби, та й кажуть йому: Пане, чи ж не добре насіння ти сіяв на полі своїм? Звідки ж узявся кукіль? А він їм відказав: Чоловік супротивник накоїв оце. А раби відказали йому: Отож, чи не хочеш, щоб пішли ми і його повиполювали? Але він відказав: Ні, щоб, виполюючи той кукіль, ви не вирвали разом із ним і пшеницю. Залишіть, хай разом обоє ростуть аж до жнив; а в жнива накажу я женцям: Зберіть перше кукіль і його пов'яжіть у снопки, щоб їх попалити; пшеницю ж спровадьте до клуні моєї… Тоді відпустив Він народ і додому прийшов. І підійшли Його учні до Нього й сказали: Поясни нам притчу про кукіль польовий. А Він відповів і промовив до них: Хто добре насіння посіяв був, це Син Людський, а поле це світ, добре ж насіння це сини Царства, а кукіль сини лукавого; а ворог, що всіяв його це диявол, жнива кінець віку, а женці Анголи. І як збирають кукіль, і як палять в огні, так буде й наприкінці віку цього. Пошле Людський Син Своїх Анголів, і вони позбирають із Царства Його всі спокуси, і тих, хто чинить беззаконня, і їх повкидають до печі огненної, буде там плач і скрегіт зубів! Тоді праведники, немов сонце, засяють у Царстві свого Отця. Хто має вуха, нехай слухає!          |

### Пояснення
Ця притча Ісуса Христа теж має аналогію з притчею про сівача, але з дещо іншим символізмом.
- Людина, що сіє добре зерно, є Син Людський (тобто Сам Господь Ісус Христос)[1].
- Поле — це світ[1], це мир, спокій, в якому проповідується Блага Вість, Євангеліє[2].
- Добре зерно (пшениця) — це сини Царства Божого, тобто люди добрі, благочестиві, що прийняли вчення Христове[1]
- Кукіль (плевели) — сини лукавого (диявола), тобто нечестиві, злі люди[1], які були засіяні серед пшениці ворогом людських душ дияволом[2].
- Ворог, що посіяв кукіль, — це диявол[1].
- Жнива — це кінець світу[1]. Коли на Страшному Христовому Суді грішники («кукіль») будуть відділені та спалені у пеклі, а праведні («пшениця») отримають життя вічне і як сонце засяють у Царстві Божому («клуні»). Все це за волею Божою («чоловіком-господарем») робитиметься Янголами («женцями»). Це буде другий прихід Спасителя і Господа Бога нашого Ісуса Христа на землю, якого ми всі дуже чекаємо[2].
- Женці — янголи[1].

Тому як збирають кукіль і вогнем спалюють, так буде і в кінці віку. Пошле Син Людський янголів Своїх, і зберуть з Царства Його усіх грішників і беззаконників, і вкинуть їх у піч вогненну, там буде плач і скрегіт зубів. А праведники засяють, як сонце, у Царстві Отця їхнього (в Царстві вічного і блаженного життя).
Як часто, дивлячись на обурливі вчинки аморальних, злих людей, ми запитуємо: «Господи! Чому Ти не караєш тепер злих людей? Навіщо Ти даєш їм можливість користуватися усіма благами світу? Навіщо вони утискують, гноблять добрих?»
На всі ці питання в цій притчі дано відповідь: залиште рости разом і те й інше до жнив — до дня Страшного Суду. Така воля Божа. Тому що Господь дав людині образ і подобу Свою — вільну волю. Зло виникло у світі з вини творіння — диявола, який постійно і хитро сіє зло у світі — поширює серед людей невір'я і всілякі беззаконня.
Вільним вибором добра і відхиленням зла людина звеличує Бога, славить Його й удосконалюється сама, а терплячи страждання від злих, отримує від Бога найвищу нагороду у Царстві Небесному.
Тому, Бог без усякого примусу дає людям з доброю волею можливість заслужити вічне, блаженне життя у Царстві Небесному, а людям зі злою волею — вічні муки у пеклі.